# Manuel Ángel Botubot
Manuel Ángel Botubot Pereira, (Cádiz, España, 23 de noviembre de 1955) es un exfutbolista internacional que se desempeñaba como defensa. En su carrera militó en el Cádiz CF, CD Castellon, Xerez CD y Valencia CF, siendo este último con el que ganó la Copa del Rey de 1979, Recopa de Europa y Supercopa de Europa en 1980.

## Clubes
| Club         | País   | Año       |
| ------------ | ------ | --------- |
| Cádiz CF     | España | 1976-1977 |
| Valencia CF  | España | 1976-1984 |
| CD Castellón | España | 1984-1986 |
| Xerez CD     | España | 1986-1987 |

## Palmarés
- Copa con el Valencia CF en el año 1979.
- Recopa con el Valencia CF en el año 1980.
- Supercopa de Europa con el Valencia CF en el año 1980.

## Internacionalidades
- 1 vez internacional con España.
- Debutó con la selección española en Roma el 21 de diciembre de 1978 contra Italia.